# Passage du Maure
La passage du Maure est une voie située dans le 3e arrondissement de Paris, en France.

## Origine du nom
Le nom est dû à une enseigne représentant une tête de Maure. Elle était située dans l’ancienne rue du Maure.

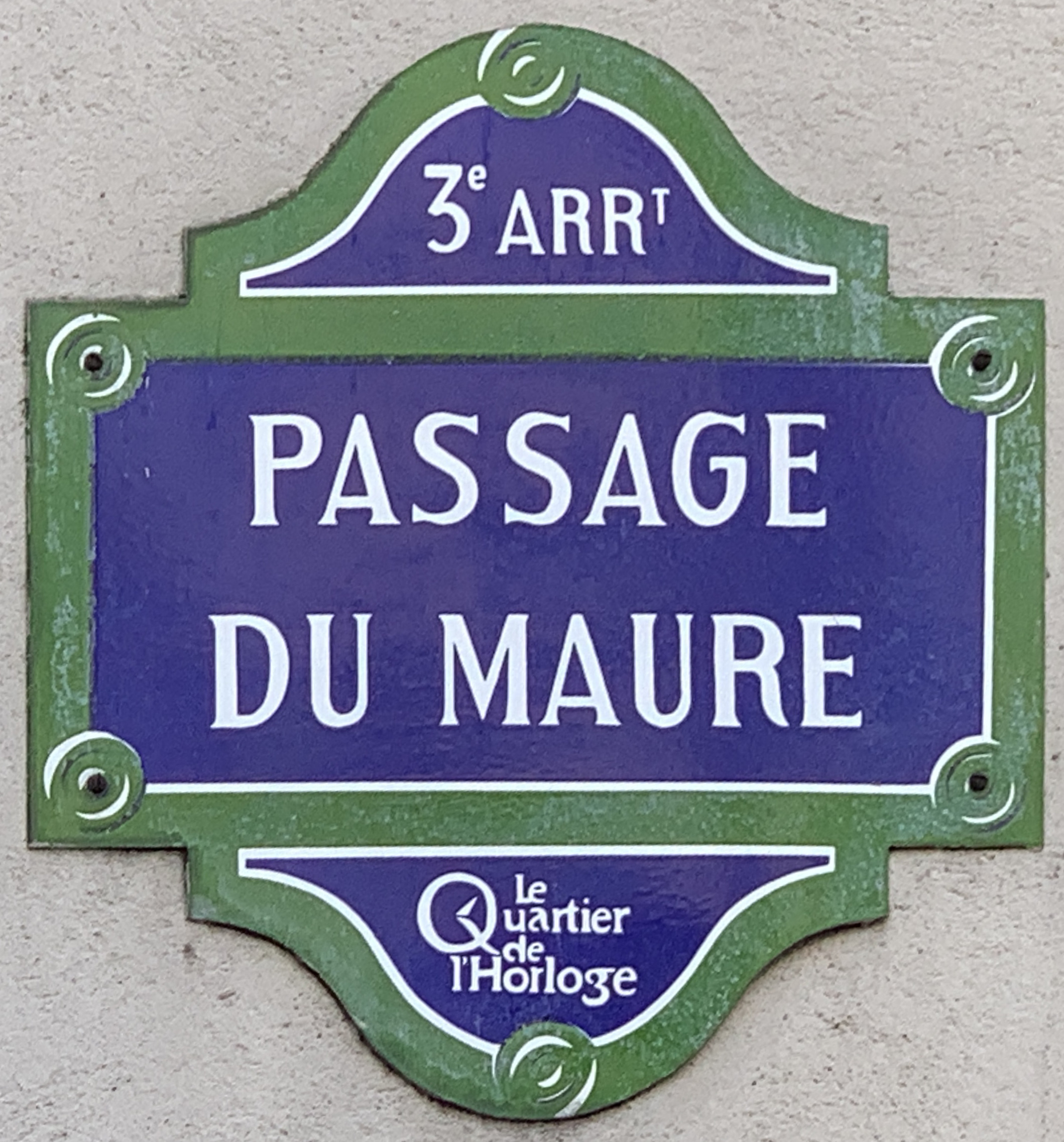
Plaque du passage.

## Historique
La voie reprend partiellement le tracé de la rue du Maure.
Le passage est créé en 1977, lors de l’aménagement du quartier de l'Horloge.